# データ・ヘイブン
データ・ヘイブンとは、データの待避所として扱われるコンピュータもしくはコンピュータネットワークの一種である。それが保持するデータは、技術的手段（暗号化）とその立地条件によって政府の干渉から守られる。具体的な立地条件とは、設置された国においてデータの利用を制約する法律が無い・もしくは法律が僅かしか強制力を持たず、犯罪人引渡し条約が無いことである。ヘイブンコー（集中型）とフリーネット（分散型）が今日的なデータ・ヘイブンの2つの典型例である。

## データ・ヘイブンの目的
データ・ヘイブンを設立する目的には、インターネット上でネット検閲が行なわれている国のユーザに対して政治的発言の自由を提供するという点が含まれる。
その他の理由には以下が挙げられる:
- 内部告発
- デジタルミレニアム著作権法 (DMCA) などの法律を侵すソフトウェア、データ、発言の配布
- 著作権侵害
- 情報保護に関わる法律の迂回
- オンライン賭博
- ポルノグラフィ

データ・ヘイブンの支持者の中には、スパム・テロリズム・児童ポルノの助けとしてデータ・ヘイブンが使われてはならないという者もいるが、まさにそれをデータ・ヘイブンに求める者もいる。

## 用語の起源
この言葉はブルース・スターリングの 1988 年の小説「ネットの中の島々」で使われた造語である。ニール・スティーヴンスンの 1999 年の小説「クリプトノミコン」の最終節は、データ・ヘイブンを設立しようとする企業家の小集団を扱っている。